# Criptófito

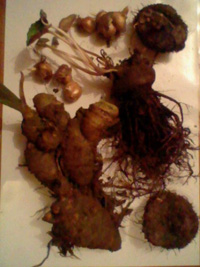
Plantas criptófitas

Estas plantas, según el sistema de Raunkiær, se retraen durante las temporadas desfavorables. Las yemas perennes se hallan a cierta profundidad en el suelo (Geophytas) o en el agua (hidrófitos). Los órganos subterráneos sirven para acumular materias de reserva (bulbos, rizomas, tubérculos). Por ese motivo los criptófitos son capaces de sobrellevar fases prolongadas de sequía y crecen en todas las regiones áridas.

Bulbosos
Narcissus bulbocodium
Rizomatosos
Veratrum album
Radicotuberiformes
Ranunculus abnormis
Escandentes
Bryonia dioica, Jacaratia hassleriana
Parásitos
Orobanche rapum-genistae, Ombrophytum subterraneum
Suculentos
Pterocactus
- Datos: Q1751439